# 清原康正
清原 康正（きよはら やすまさ、1945年（昭和20年）1月2日 - ）は、日本の文芸評論家である。

## 経歴・人物
旧満州国の鞍山の生まれ。同志社大学卒業後、同大学の大学院修士課程文学研究科に入学するも中退する。その後は日本ペンクラブの理事や日本文藝家協会の編纂委員を務め、県立神奈川近代文学館の理事、大衆文学研究会の副会長、日本中国文化交流協会の会員を歴任した。
その傍らで出版社に勤務し、退社後は1986年（昭和61年）から多くの著書の執筆に携わる。また日本全国の公共施設で小説教室の講師や、2016年（平成26年）から1年間中山義秀文学賞の選考委員とも活動した。

## 受賞歴
- 大衆文学研究賞（1993年）

## 著書
- 『まげもののぞき眼鏡 大衆文学の世界』- 1981年（昭和56年）。足立巻一、鶴見俊輔、多田道太郎、山田宗睦、山本明との共著[1]。
- 『中山義秀の生涯』- 1993年（平成5年）
- 『山本周五郎のことば』- 2003年（平成15年）
- 『歴史小説の人生ノート』- 2006年（平成18年）
- 『評伝・山岡荘八』- 2012年（平成24年）